# Nero Wolfe e il caso dei mirtilli
Nero Wolfe e il caso dei mirtilli (titolo originale Death of a Dude) è il trentunesimo romanzo giallo di Rex Stout con Nero Wolfe protagonista.

## Trama
Archie Goodwin si trova in vacanza al ranch di Lily Rowan, nel Montana, quando un omicidio costringe Nero Wolfe a muoversi da New York.

### Personaggi principali
- Nero Wolfe: investigatore privato
- Archie Goodwin: suo assistente
- Lily Rowan: amica di Archie
- Diana Kadany: attrice
- Wade Worthy: scrittore
- Morley Haight: sceriffo
- Gilbert Haight: figlio di Morley
- Thomas R. Jessup: procuratore della contea di Monroe
- Luther Dawson: avvocato
- Carol Greve: del Ranch JR
- Alma Greve: figlia di Carol
- Bill Farnham: proprietario di un ranch
- Sam Peacock: del ranch di Farnham
- Woodrow Stephanian: proprietario della Hall of Culture
- Peggy Truett: amica di Sam
- Schwarz: sergente della polizia di St. Louis

## Edizioni
- Rex Stout, Nero Wolfe e il caso dei mirtilli, collana Il Giallo Mondadori n.1115, Arnoldo Mondadori Editore, 1970.

- Rex Stout, Nero Wolfe e il caso dei mirtilli, traduzione di Laura Grimaldi, collana Oscar Mondadori (n. 1721), Arnoldo Mondadori Editore, 2004,  p. 163, ISBN 978-88-04-52884-5.